# Tegui
Tegui (Següí, Ópata Tegüis), jedan je od tri klasifikatorska naziva kojim su se nekada nazivale tri skupine pravih Ópata Indijanaca; ostala dva bila su Teguima i Coguinachi; ali ovi nazivi navodno (Hodge) nisu se temeljili ni na lingvističkoj ni na etničkoj osnovi, pa su se prestali koristiti.
Tegui su bili locirani na istočnoj obali Rio San Miguela u središnjoj Sonori, Meksiko. Kao sela u kojima su Tegui živjeli navode se: Alamos, Batuco, Cucurpe, Opodepe, Terapa i Toape